# Спотти
Спотти — робот, созданный по заказу социальной сети ВКонтакте при участии Роскосмоса. Дата запуска в космос была намечена на март 2017 года. Однако запуск был перенесен на февраль-март 2018 года, чтобы лучше подготовить робота. Предполагается что он будет работать на МКС 10 лет, осуществляя связь между космонавтами и пользователями социальной сети.
С целью создать возможность для общения между космонавтами и пользователями представители сети ВКонтакте совместно с Роскосмосом создали сообщество. Предполагается, что представители NASA и EKA также будут использовать робота для связи.
Роскосмос решил не взимать плату за доставку робота на борт МКС.
Дата рождения 10 октября 2016 года, в день юбилея социальной сети.

## История
Пробная версия бота Спотти была запущена 10 октября, в день юбилея сети, на странице группы. Он способен обучаться и вести диалог, рассказав о своей миссии на МКС. Срок его работы на станции должен был составить 10 лет.
Робот в виде шара с изображением маскота ВКонтакте — щенка Спотти. В аппарат будут встроены камера и проектор. Робот создан для популяризации космонавтики. Космобот будет снимать предполетные тренировки экипажа. Полетит на МКС в багажном отсеке. Вести трансляции робот будет через российские и американские средства связи. Время работы на станции будет ограничено. Чтобы не мешать космонавтам, на корпусе будет кнопка питания. Он облегчит возможность получения новых видео и фотографий со станции.
Вконтакте совместно с Роскосмосом запустили сериал о «жизни» космобота, режиссёром которого стала Лидия Ермалюк, которая до карьеры в кино была инженером в РКК Энергия. В первой серии зрителя познакомили с устройство скафандра и принципом работы тренажера Союз. Новые эпизоды появлялись каждую неделю. Журналисты «RG» сравнивали робота с Siri, которому так же можно задавать вопросы и получать ответы.
Предполагалось отправить Спотти в марте 2017, однако было принято решение отложить его полёт, для того что бы лучше подготовить робота. В сентябре 2017 проходил предполетную подготовку, включающую тесты на электромагнитную совместимость, соответствие санитарным нормам, пожарную безопасность, вибрационную перегрузку и токсикологию.
12 октября робот должен был отправиться на МКС на корабле «Прогресс МС-07». Предполагалось что робот выйдет в открытый космос. А 13 сентября в космос должен был отправиться наставник робота космонавт Александр Мисуркин. Робот должен был общаться не только с русскими космонавтами, но и иностранными.